# Bergshammar, Strängnäs kommun

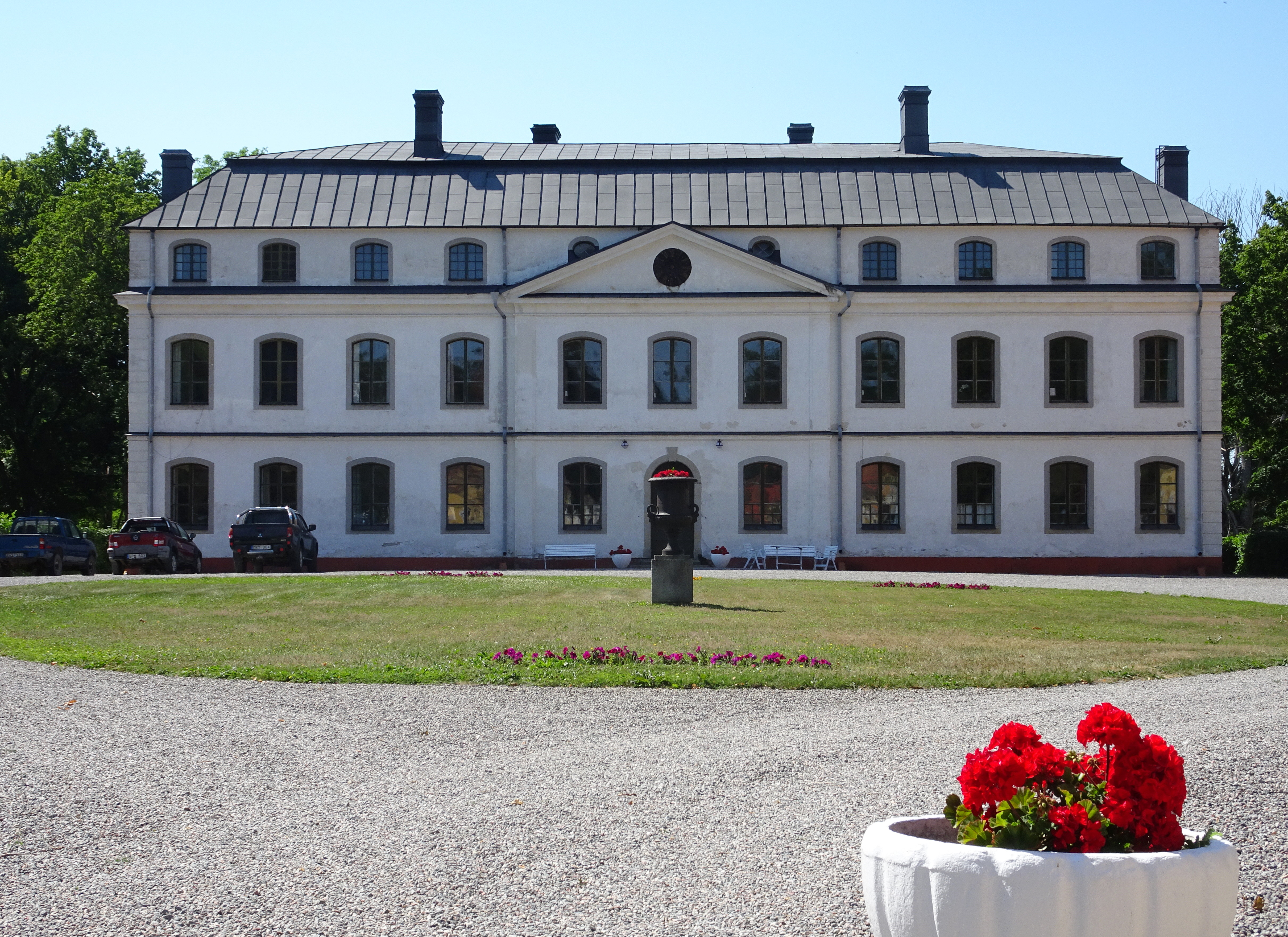
Bergshammar herrgård, 2018.

Bergshammar (även kallad Bergshammar slott) är en herrgård och tidigare fideikommiss beläget på Fogdön i Fogdö socken i Strängnäs kommun, Södermanlands län.

## Historia
Namnet är känt sedan 1300-talet och godsets historia går tillbaka till 1400-talet. Ulf Bengtsson Färla förvärvade olika egendomar i närheten och samlade ihop dem till en gård som gick i arv till sonen riksrådet Nils Karlsson. 1530 övertog dennes son, riksrådet Bengt Nilsson, Bergshammar genom arv. Gården gick sean genom flera händer, bland annat släkten Posse. Den siste Posse på Bergshammar var Axel Posse (död 1662) vars änka Catarina Kurck innehade gården till 1705.
Gården gick över till adelsätten Sacks ägo och år 1720 ägdes den av friherre Johan Gabriel Sack (1697-1751). Joseph Gabriel Destain fick uppdraget att bebygga gården med ett lustslott. Jobbet tog sju år och var färdigt 1727. När Johan Gabriel Sack dog 1751 blev Bergshammar fideikommiss. Den Sackska epoken varade fram till 1938 då Bergshammar köptes av Lennart Nathanson och fideikommisset avvecklades.

## Bebyggelsen

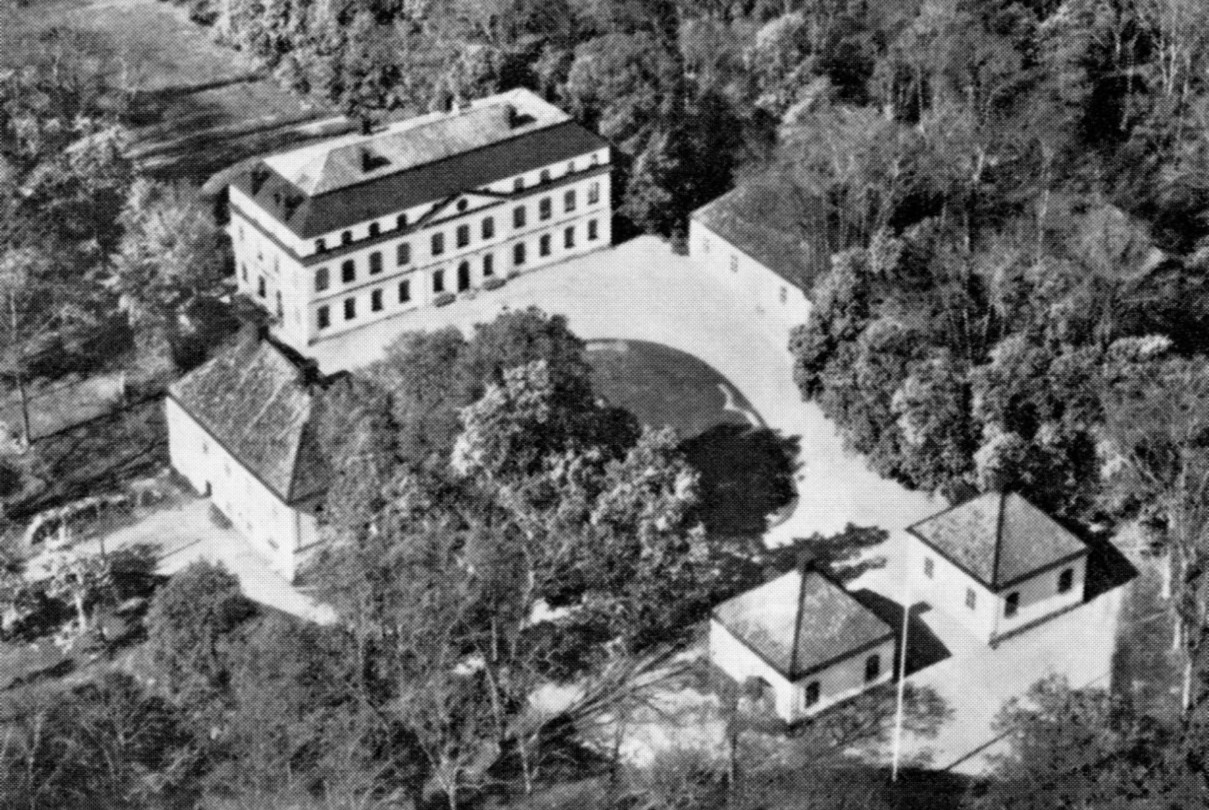
Flygfoto.

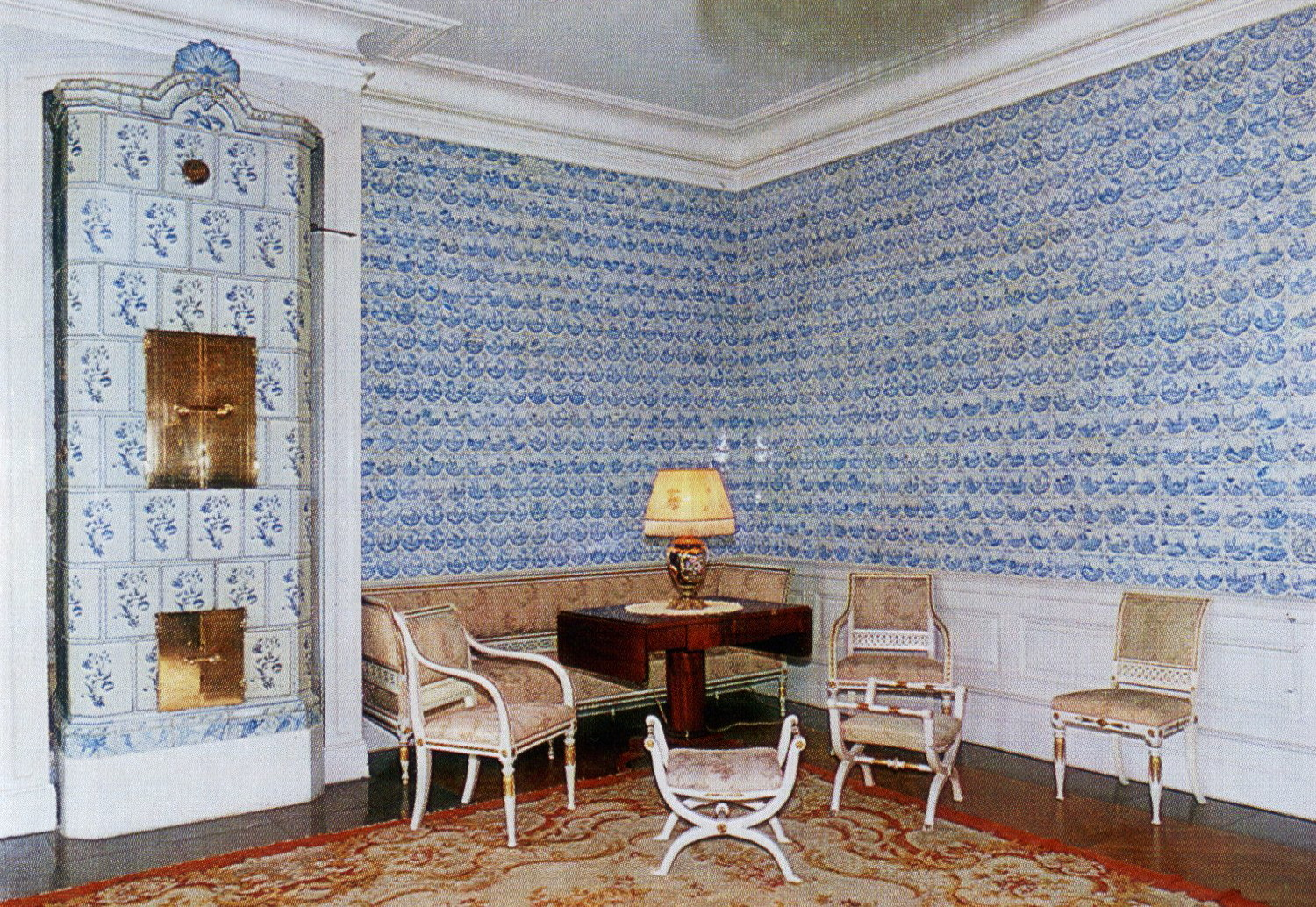
Stora salongen på Bergshammar 1967.

Till Bergshammars huvudbebyggelse leder en cirka 1,5 kilometer lång allé från norr. Corps de logi utgörs av ett stenhus i tre våningar och svagt framspringande mittrisalit som avslutas med en fronton. Byggnaden har vissa likheter med Björksunds slott som ritades av samma arkitekt ungefär samtidigt. Den tredje våningen är något indragen, som ger byggnaden ett ovanligt utseende. Möjligtvis är den senare påbyggd.
Huvudbyggnaden omges av fyra fristående flyglar. De som står närmast har rektangulär plan och högresta valmade sadeltak medan de båda flyglarna norr därom är mindre och står ihop som grindstugor. De har kvadratisk plan och pyramidformade tak. Den ena var gårdens bibliotek och den andra fatabur. Enligt gårdens räkenskaper byggdes och inreddes de i början av 1730-talet.
I interiören märks den stora salongen med tre dörrar till terrassen. I rummet finns den ursprungliga väggbeklädnaden bevarad som består av blåvita holländska kakelplattor med motiv visande landskapsbilder. Rummets kakelugn med blomsterdekor härrör från 1760- eller 1770-talet.

## I dag
På Bergshammar fanns bland annat ett stort privat bibliotek, varav större delen förvärvades av Björck & Börjessons antikvariat på 1930-talet. Delar av biblioteket finns på Skansen i Stockholm och den betydande samlingen musikalier finns på Statens musikbibliotek. Bergshammar är privatägt och driver förutom jordbruket också en allmän golfbana.

## Bilder

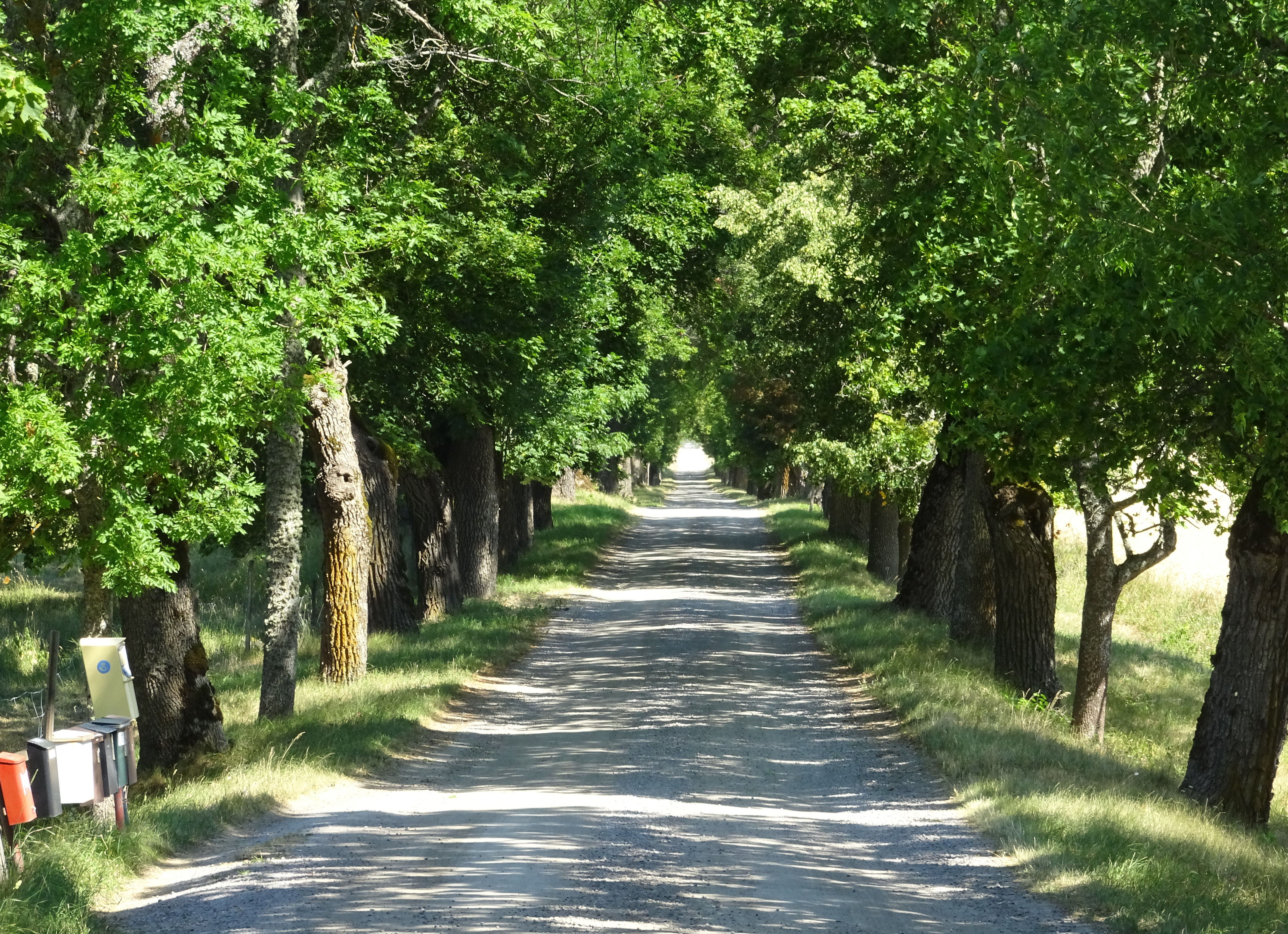
Allén, vy mot nordost
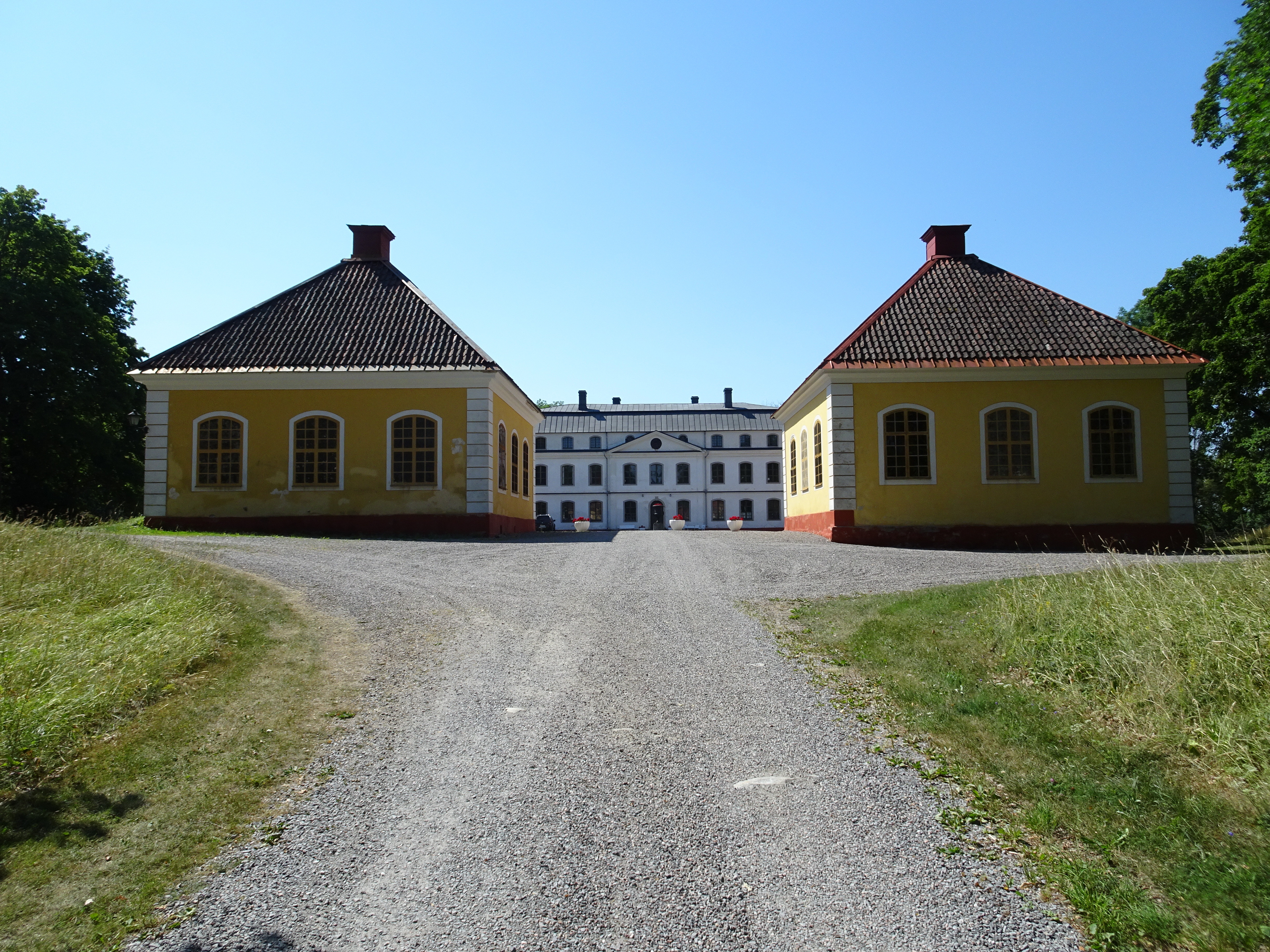
Huvudbyggnad med yttre flygelparet
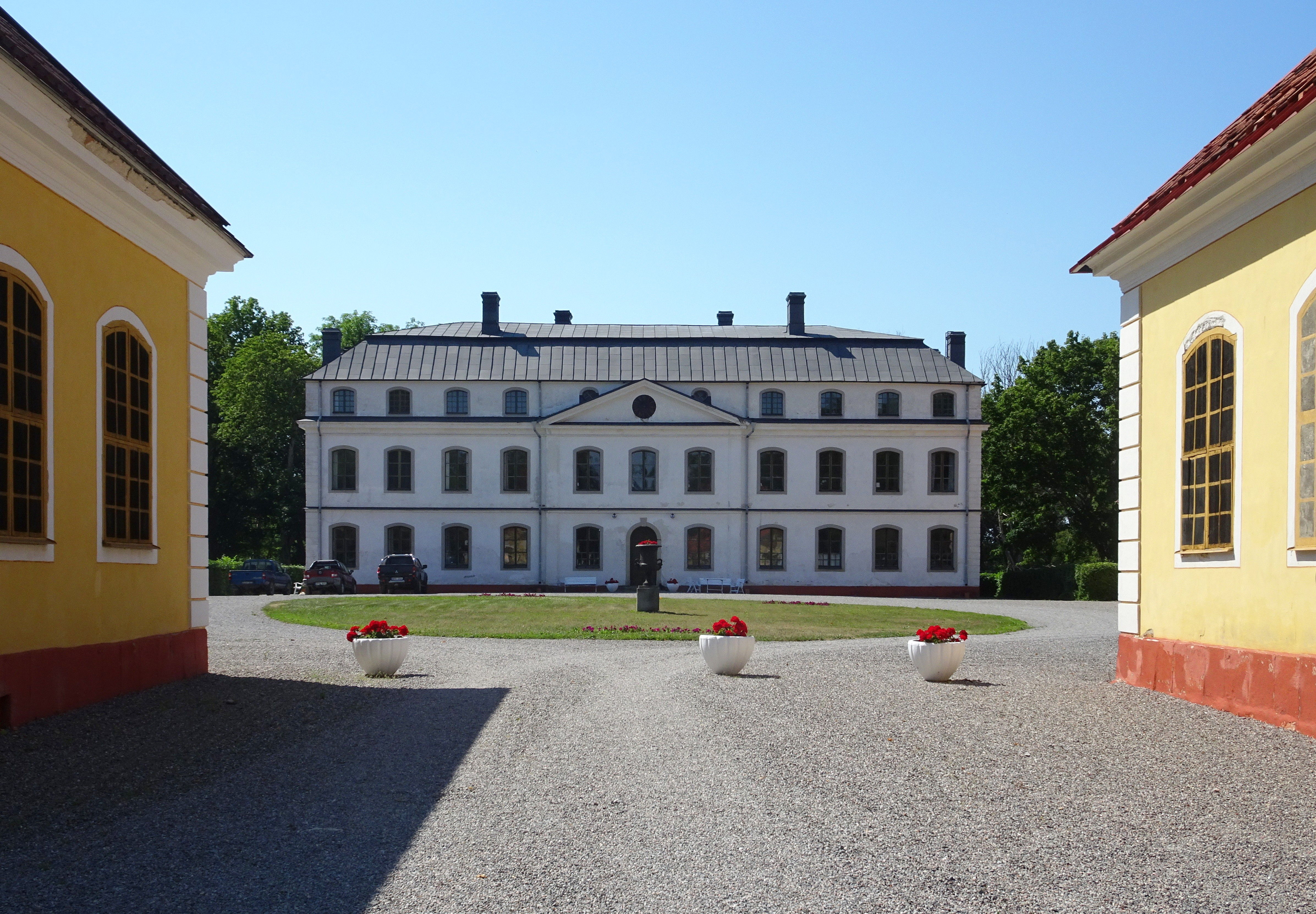
Huvudbyggnad med yttre flygelparet
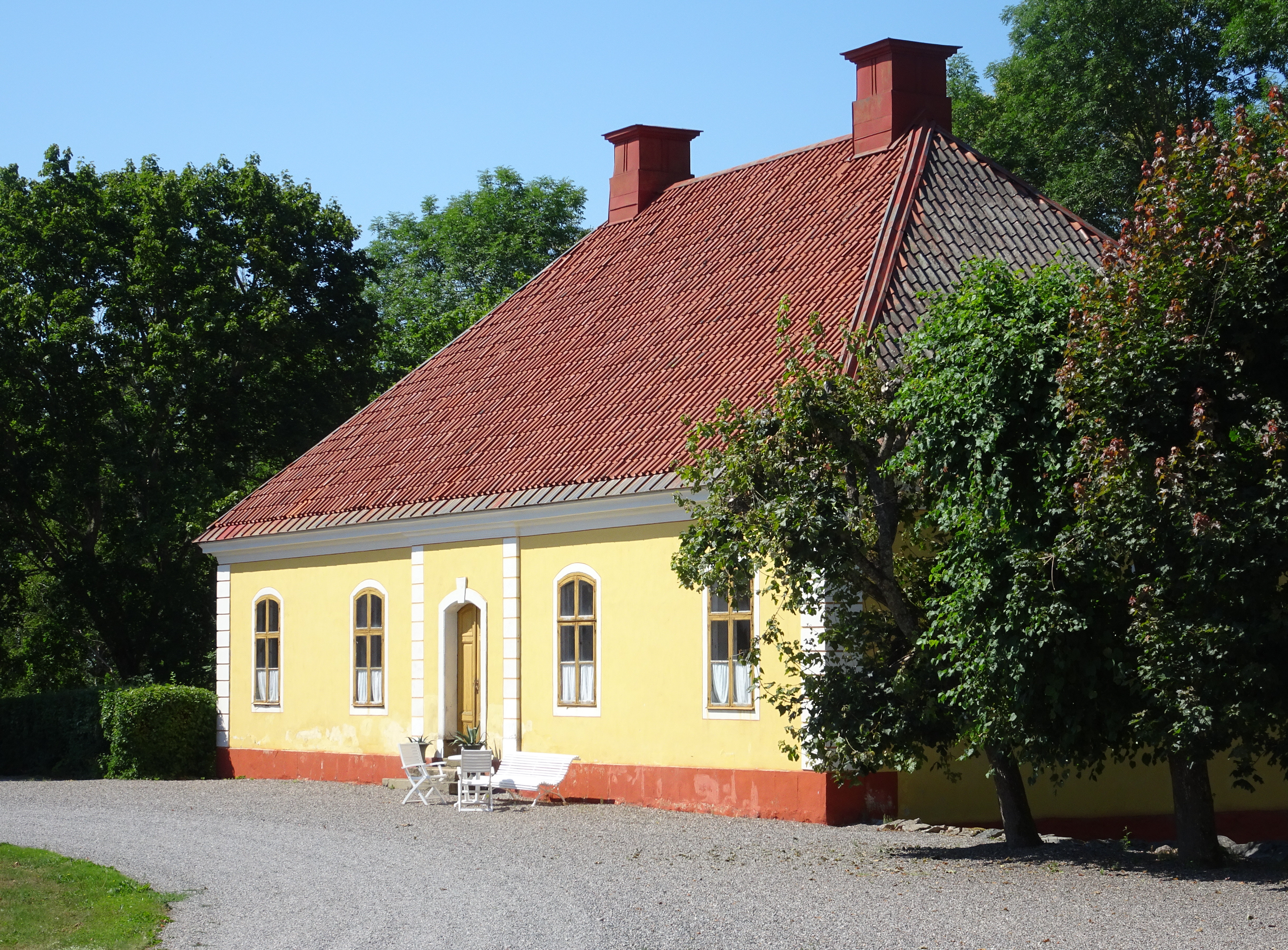
Nordvästra, inre flygeln
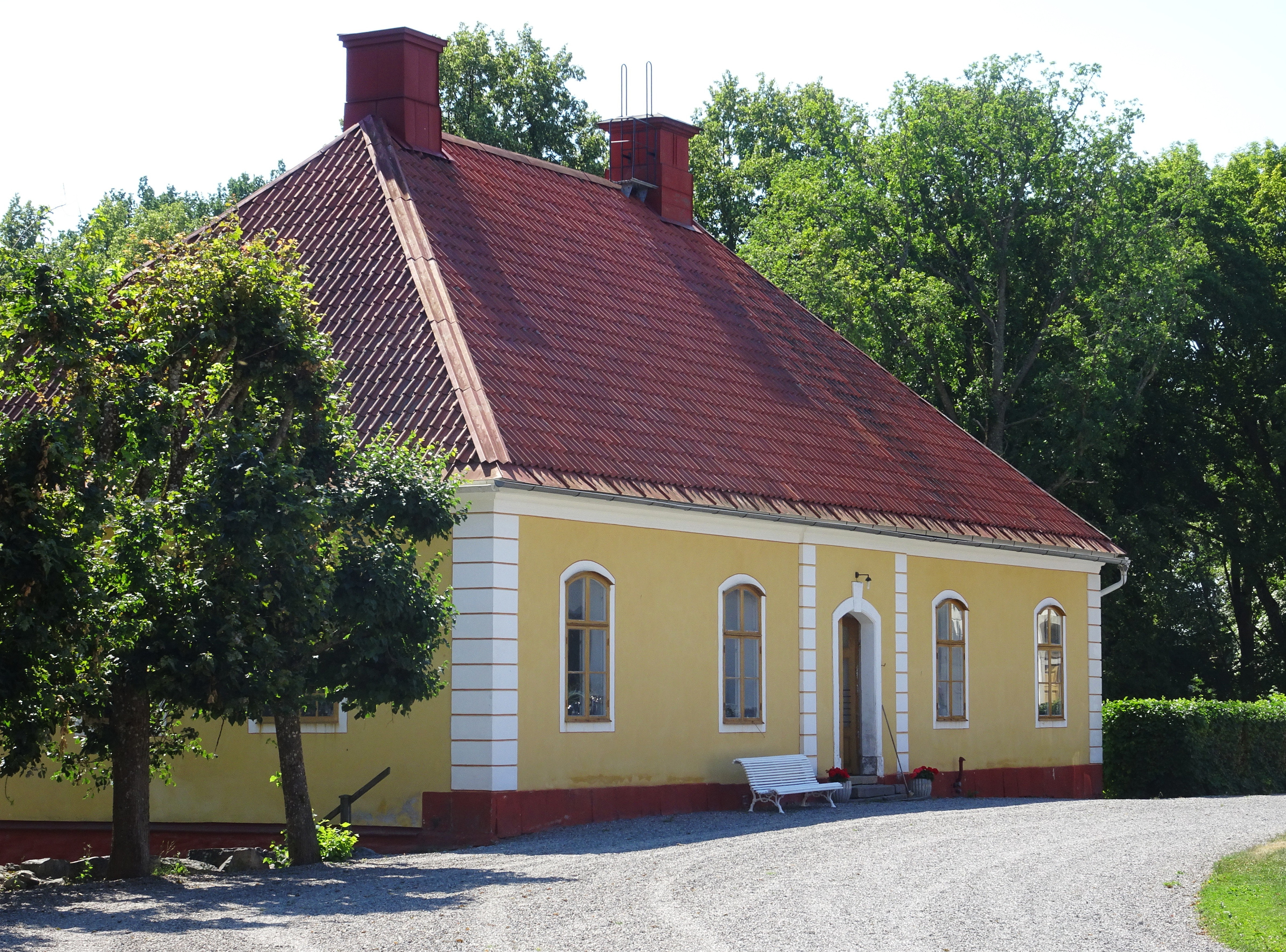
Sydöstra, inre flygeln